# Tourisme montagnard

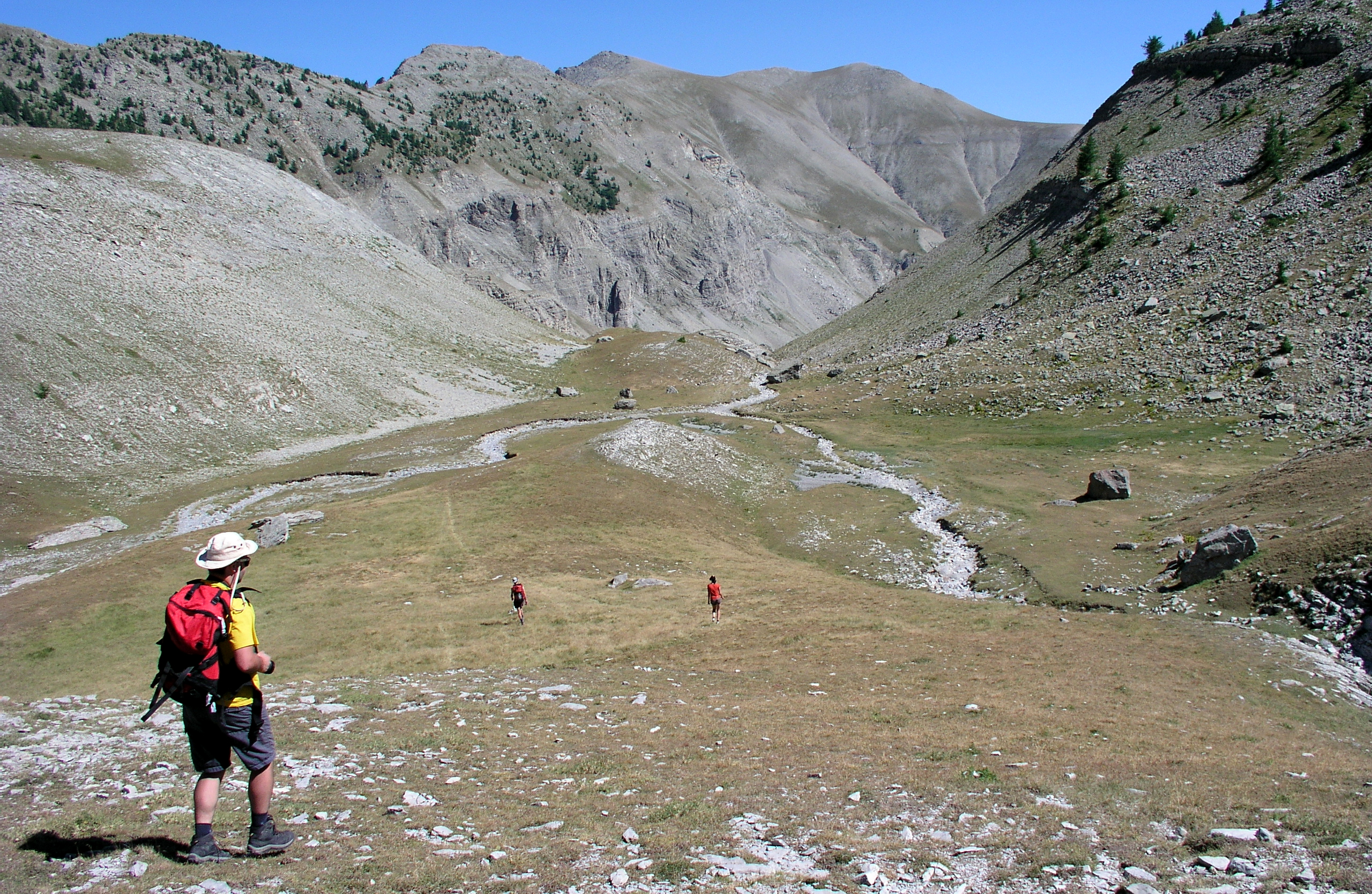
Randonnée dans les Alpes du Sud, Castellet-lès-Sausses, Alpes-de-Haute-Provence, France.

Le tourisme montagnard ou tourisme de montagne est un type de tourisme désignant l'ensemble des activités de pleine nature liées aux massifs montagneux.
Les origines du tourisme montagnard remontent au XVIIIe siècle avec l'avènement de la montagne comme lieu de détente. De nos jours, le tourisme de montagne est le plus souvent associé au tourisme sportif, avec les sports d'hiver et les activités sportives comme l'alpinisme, la via ferrata, la spéléologie, les sports d'eau vive, l'escalade, le parapente, la course en montagne, le vélo tout terrain ou la randonnée pédestre en été.
Le tourisme montagnard est à double tranchant. D'une part, les habitants de ces régions peuvent vivre des recettes touristiques, ce qui permet d'endiguer la migration vers la vallée. D'autre part, il nécessite de contrôler les flux touristiques afin de préserver l'environnement, sans oublier l'impact sur les populations locales et leur culture.

## Historique
Le tourisme montagnard prend naissance au XVIIIe siècle avec le développement du thermalisme et la recherche de lieux de détente par l'aristocratie puis, ultérieurement, la bourgeoisie.